# Albert Zimmermann (Landrat)
Albert Zimmermann war ein deutscher Landrat.

## Leben und Wirken
Über die Biographie Zimmermanns ist nur sehr wenig bekannt. Er legte am 11. Mai 1921 die große Staatsprüfung ab. Mit Wirkung vom 1. Dezember 1942 übernahm er das Amt des Landrates im Landkreis Leipzig-Land. Gegen Ende des Zweiten Weltkrieges 1945 verlor er diese Funktion.